# Chauncey (Geòrgia)
Chauncey és una població dels Estats Units a l'estat de Geòrgia. Segons el cens del 2000 tenia 295 habitants.

## Demografia
Segons el cens del 2000, Chauncey tenia 295 habitants, 111 habitatges, i 85 famílies. La densitat de població era de 65,8 habitants per km².
Dels 111 habitatges en un 36,9% hi vivien nens de menys de 18 anys, en un 50,5% hi vivien parelles casades, en un 23,4% dones solteres, i en un 23,4% no eren unitats familiars. En el 22,5% dels habitatges hi vivien persones soles el 9% de les quals corresponia a persones de 65 anys o més que vivien soles. El nombre mitjà de persones vivint en cada habitatge era de 2,66 i el nombre mitjà de persones que vivien en cada família era de 3,13.
Per edats la població es repartia de la següent manera: un 29,8% tenia menys de 18 anys, un 7,1% entre 18 i 24, un 24,4% entre 25 i 44, un 24,7% de 45 a 60 i un 13,9% 65 anys o més.
L'edat mediana era de 36 anys. Per cada 100 dones de 18 o més anys hi havia 81,6 homes.
La renda mediana per habitatge era de 26.818 $ i la renda mediana per família de 29.500 $. Els homes tenien una renda mediana de 22.813 $ mentre que les dones 20.625 $. La renda per capita de la població era de 12.600 $. Entorn del 17,5% de les famílies i el 17,8% de la població estaven per davall del llindar de pobresa.

## Poblacions més properes
El següent diagrama mostra les poblacions més properes.